# Sengkut
Sengkut is een bestuurslaag in het regentschap Nganjuk van de provincie Oost-Java, Indonesië. Sengkut telt 1981 inwoners (volkstelling 2010).